# 여방

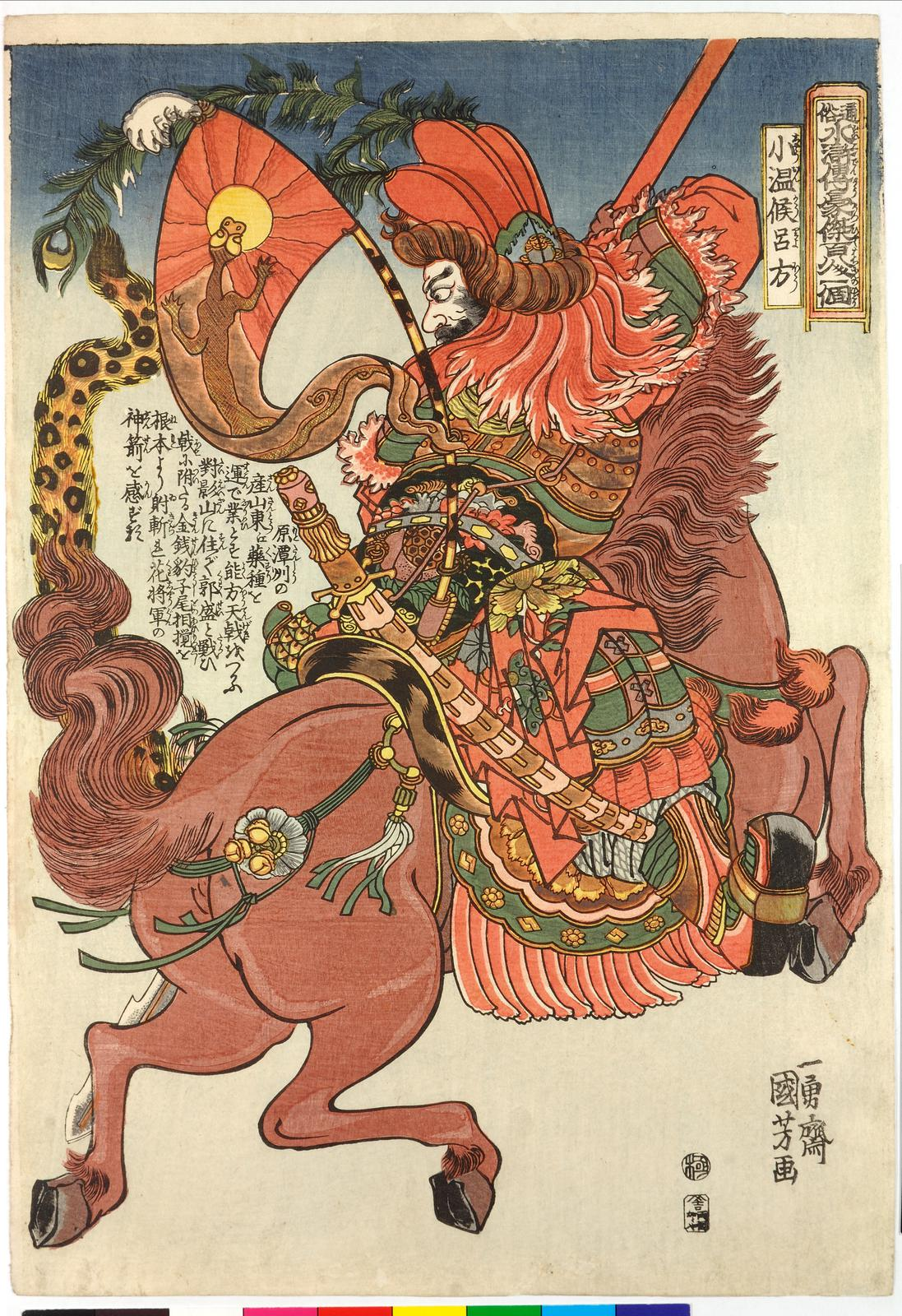

여방(呂方)은 중국의 사대기서(四大奇書) 중 하나인 《수호전》(水滸傳)에 등장하는 인물로, 108성 중 54위이자 지살성(地煞星)의 지좌성(地佐星)에 해당한다. 별호는 소온후(小溫候)로 '온후(溫侯)'는 《삼국지연의》에도 등장하는 후한 말의 맹장 여포(呂布)의 작위이며, 여방은 여포의 무용(武勇)을 동경하여 그의 무기로 여겨지는 방천극(方天戟)을 배워 소온후라 이름을 붙였다. 소온후라고 자칭하여 부족한 인상을 받지만, 실력은 뛰어나다. 훤칠한 젊은 무사의 용모로 전포, 갑옷, 승마를 붉은색으로 통일하고 있어 경쟁자에 해당하는 곽성의 흰색 치장과 짝을 이루는 모습이다. 곽성과는 함께 송강의 친위대로서 때로는 공을 겨루고, 때로는 연합하는 형태로 활약한다.

## 생애
여방은 담주(潭州)의 생약(生藥) 보부상의 아들로, 자신도 처음에는 그 직업을 가졌으나 밑천을 털어 청주(靑州)의 대영산(對影山)이라는 두 봉우리가 좌우 대칭으로 갈라져 있는 산에 틀어박혀 부하를 백 명 정도 가진 산적이 된다.
그런데 어느 날, 곽성이 이끄는 강도단이 나타나 산을 자신들에게 넘겨주라고 찾아온다. 여방은 산의 절반을 곽성에게 물려주는 것으로 합의를 보려고 했지만, 원래 여방과 자신의 싸움 솜씨를 겨루고 싶었던 곽성은 완강히 양보하지 않아, 단판 승부에서 지는 쪽이 이기는 쪽의 하수인이 되기로 한다. 그러나 두 사람의 실력은 백중(伯仲)하여 승부가 나지 않고, 그 후에도 매일 정해진 시각에 승부를 펼쳤지만 보름 가까이 지나도 전혀 승부가 나지 않는다.
그날도 언제나처럼, 서로 경쟁하던 두 사람이었지만, 서로의 방천극 무늬의 장식방이 뒤엉켜, 속수무책으로 두 사람이 곤혹스러워 하고 있는데 어디선가 날아온 화살 하나가 엉킨 장식방을 꿰뚫는다. 놀란 두 사람이 보니 그곳에는 무장한 한 무리가 있었고, 화살을 쏜 것은 활의 명수로서 유명한 화영이고, 또 유명한 의사(義士) 송강과 진명 등 유명한 무인도 가담하고 있었다. 그들은 청주에서 소란에 휘말렸고, 송강의 연줄에 의지하여 양산박으로 향하는 도중에 그들이 울리고 있던 징과 북의 소리를 듣고 들렀다고 한다. 여방, 곽성은 양산박의 명성과 송강의 인덕을 듣고 있었기에 싸우던 것도 잊고 일행에 합류시켜 달라고 간청하고, 흔쾌히 허락받아 그대로 양산박에 입산한다.
양산박 입산 후에는 곽성과 함께 송강의 호위 역할을 맡았으며, 축가장(祝家莊) 전투에서는 적장인 축호(祝虎)를 죽이고, 이어진 전투와 방어에서도 대부분 참여한다. 증두시(曾頭市)와의 전투에서는 곽성과 두 사람이 합세하여 적장 증도(曾塗)에 도전하지만 증도를 당해내지 못하고 여방은 죽을 위기에 처하는데, 화영의 도움으로 간신히 곽성과 증도를 죽인다. 동창부(東昌府) 전투에서는 적의 부장 중 한 사람인 공왕을 사로잡는다. 108명이 양산박에 집결한 후에는 곽성과 함께 마군 효장(馬軍驍將)에 임명되어 관군과의 전투나 귀순 후의 전투에서도 송강, 노준의를 호위하고 그 좌·우에 대기하며 활약한다. 방랍 토벌전에서는 독송관(獨松關)에서 여천윤의 동생인 여천우(厲天祐)를 5, 60합을 주고받은 끝에 죽인다. 그 후 적의 오룡령(烏龍嶺)을 공격하기 위해 곽성과 오룡령 위로 올라가는데 적의 공격을 받아 곽성은 전사하고, 여방도 적장 백흠(白欽)과 일대일 대결을 벌인다. 싸우다가 서로의 무기를 버리고, 말 위에서의 격투로 발전한다. 그러나 말이 발을 헛디뎌 백흠과 함께 허공으로 내던져져 그대로 오룡령 골짜기 밑바닥으로 떨어져 전사한다.